# Hellogoodbye
Hellogoodbye ist eine Power-Pop-/Synthie-Pop-Band aus Huntington Beach, Kalifornien.
Sie sind bei der Plattenfirma Drive-Thru Records und haben 2006 ihr erstes Album Zombies! Aliens! Vampires! Dinosaurs! veröffentlicht. Sie sind bekannt für ihr Engagement bei Do it yourself, für ihre schrille Kleidung und ihre enge Beziehung zu ihren Fans.

## Bandgeschichte
Die Band Hellogoodbye wurde 2001 in der Huntington Beach High School von Forrest Kline gegründet. Mit der Hilfe von Jesse Kurvink hat Forrest Kline angefangen, Power Pop Lieder auf seinem Computer aufzunehmen, anfangs jedoch nur zur Unterhaltung ihrer Freunde. Die Fangemeinschaft wuchs jedoch über die Freunde hinaus und immer mehr Lieder von ihnen waren auf MP3.com erhältlich. Die The Parachute EP sollte eigentlich offiziell herausgebracht werden, mit vier Liedern, aber es wurden nur ein paar Kopien von Forrest Kline gebrannt. Der Bandname kommt von dem Beatles-Lied Hello, Goodbye und der Fernsehserie California High School.
2002 begannen Hellogoodbye ihre ersten Konzerte zu spielen. Für live Auftritte wurden Forrest Kline und Jesse Kurvink entweder von Parker Case oder Aaron Flora mit dem Schlagzeug begleitet. Aaron Flora und Bassist Marcus Cole wurden bald Mitglieder der Band, womit die Band vollständig war.
Obwohl Hellogoodbye seit Januar 2004 bei Drive-Thru Records waren, nahmen sie ihre Lieder trotzdem selbst auf, gestalteten ihre Poster, CD-Covers etc. selber. Kurz nachdem Hellogoodbye bei Drive-Thru Records unterschrieben hatten, brachten sie ihre erste EP heraus, Hellogoodbye, mit einem Musikvideo zu dem Lied Call n’ Return. Im März 2004 verließ der Schlagzeuger Flora die Band und wurde durch Chris Profeta ersetzt. Die EP wurde am 17. August 2004 veröffentlicht, worauf die durch Amerika tourten.
Am 22. November 2005 brachten Hellogoodbye eine DVD heraus, welche OMG HGB DVD ROTFL hieß. 2006 war Hellogoodbye bei der Vans Warped Tour dabei. Am 8. August 2006 wurde ihre erste CD Zombies! Aliens! Vampires! Dinosaurs! veröffentlicht. Am 7. November 2006 hat Hellogoodbye eine remix EP veröffentlicht, welche Remixes! heißt, jedoch nur im Internet bei ITunes Store erhältlich ist.

## Diskografie

### Alben
- Zombies! Aliens! Vampires! Dinosaurs! (2006)
- Would It Kill You (2010)
- Everything Is Debateable (2013)

### EPs
- Hellogoodbye (2004)
- Remixes! (2006)
- When We First Met (2009)

### Singles
- Shimmy Shimmy Quarter Turn (2005)
- Here (In Your Arms) (2006)
- All of Your Love (2007)
- Baby, It’s Fact (2007)
- Call n’ Return

### Videoalben
- OMG HGB DVD ROTFL (2005)
- Drive-Thru Records’ DVD Volume 4 (2006)